# Impressions of Theophrastus Such
Impressions of Theophrastus Such é uma obra ficcional de George Eliot, primeiramente publicada em 1879. Foi seu último trabalho publicado e o mais experimental, assumindo a forma de uma série de ensaios por um acadêmico imaginiário de menor importância, cujo caráter excêntrico é revelado através da sua obra.